# Женщина из Хюлдремоса

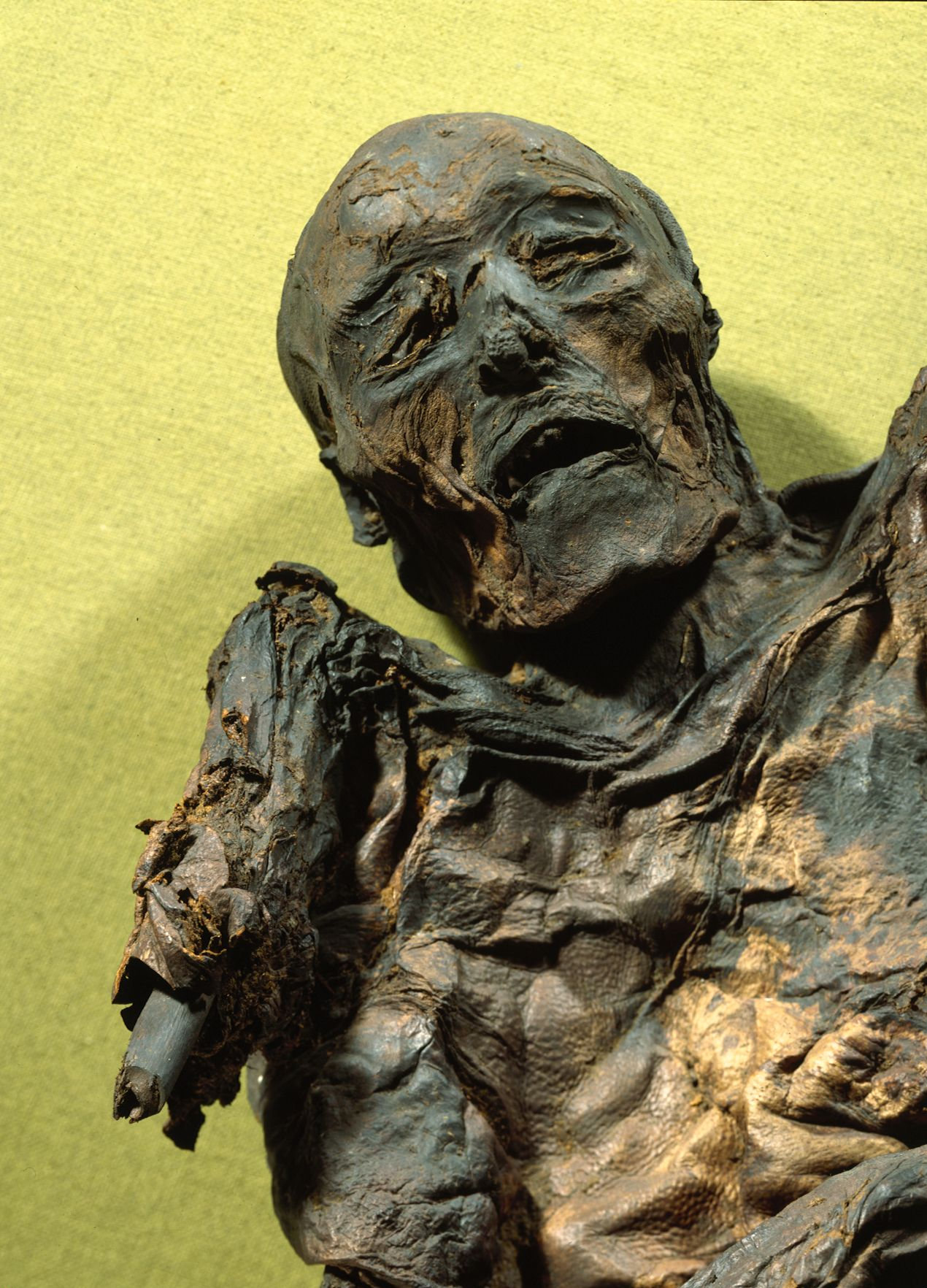

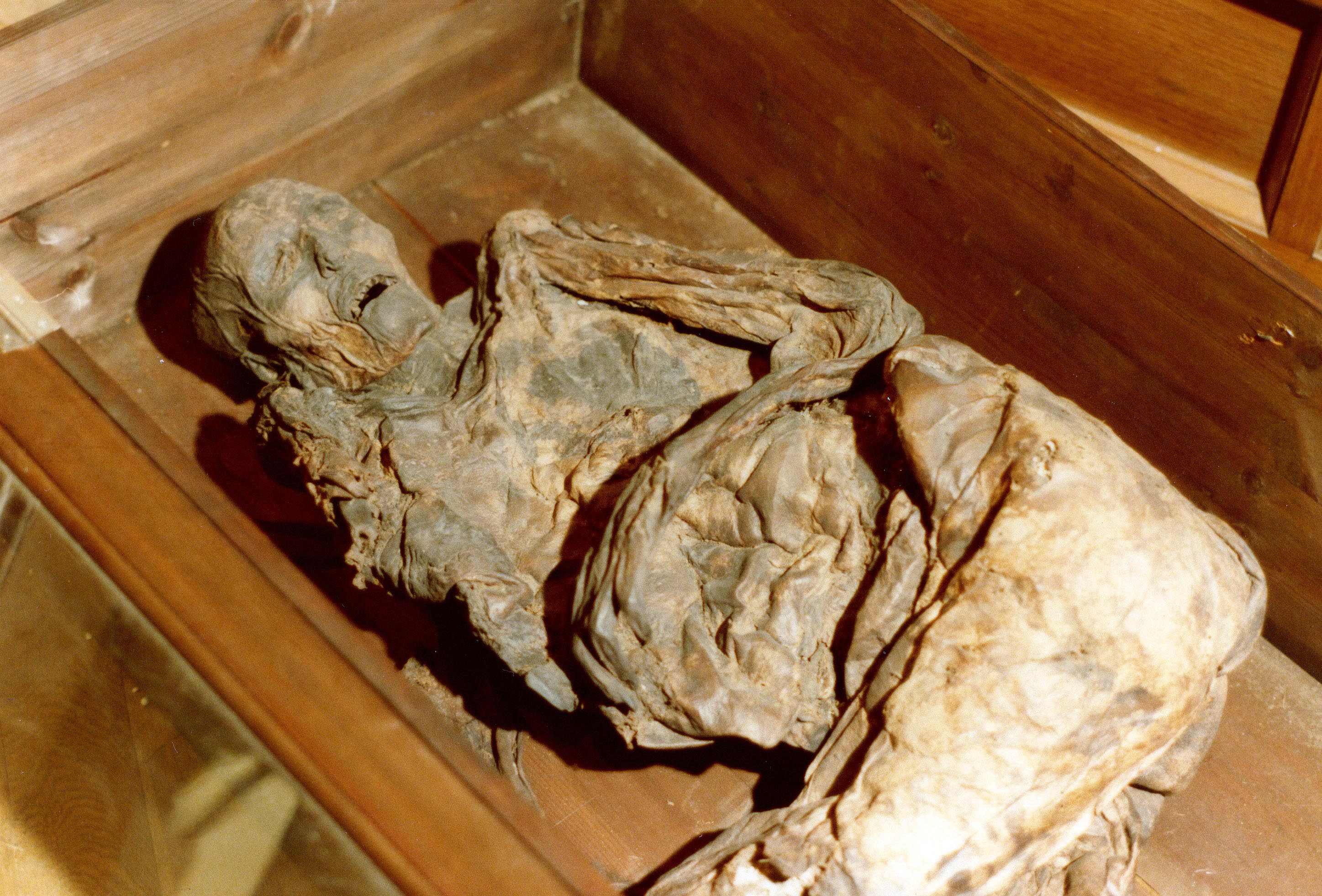

Женщина из Хюлдремоса, или Женщина с болота Хюлдре, — название, данное болотной женщине, останки которой были обнаружены в 1879 году вблизи поселения Рамтен в Дании. Радиоуглеродный анализ показал, что женщина жила в железном веке, около 160 г. до н. э. — 340 года н. э. Мумифицированные останки женщины выставлены в музее Копенгагена. Сложная одежда, которую носила женщина из Хюлдремоса, была реконструирована и выставлялась в нескольких музеях.

## Открытие
15 мая 1879 года болотное тело было обнаружено Нильсом Хенсоном, школьным учителем в Рамтене после раскопки торфа на глубину в метр. Хенсон рассказал о находке товарищу-учителю, который сообщил об этом полиции, а также фармацевту, который переместил тело в близлежащий сарай для проведения экспертизы. Позже тело передали в Национальный музей в Копенгагене.

## Описание
Тело было найдено с ногами, согнутыми за спиной, с почти отрубленной правой рукой. Считается, что рана на руке была получена от лопаты во время раскопок. Кроме этого, труп был невредим.
Прежде чем женщина умерла, она сломала одну ногу, хотя та зажила. Она была одета в клетчатую накидку из овечьей шерсти, а также шарф и юбку, также из шерсти. Были также найдены расчёска и головная повязка. Рваные раны на одной из ног считались посмертными травмами, нанесёнными лопатой, пока впоследствии они не были оценены как наступившие в момент смерти. Также была обнаружена веревка на шее тела, что может доказать, что она была повешена или задушена, хотя это, возможно, было ожерелье.
Тело было повторно изучено неинвазивно в 1990 году, а также подвергнуто диетическому анализу в 1999 году. Рентгенография выявила волосяную щетину на коже черепа, а также остатки мозга внутри черепа. Кости были деминерализованы, как и у многих других болотных тел. Диетический анализ состоял из исследования двух образцов содержимого кишечника и показал, что последней пищей женщины был ржаной хлеб.